# Конусбаев, Байгожа
Байгожа́ Конусба́ев (10 апреля 1928, село Коянкус, Илийский район, Алма-Атинский округ, Казакская АССР — неизвестно, Алма-Ата) — плотник строительного управления № 212 треста «Казахтрансстрой» Министерства транспортного строительства СССР, Алма-Атинская область, Казахская ССР. Герой Социалистического Труда (1971).

## Биография
Родился в 1928 году в крестьянской семье в селе Коянкус Илийского района. В 1942 году вступил в колхоз «Коян-Кус» Илийского района, где трудился в полеводческом звене Павла Ломакина. В 1947 году за выдающиеся трудовые достижения был награждён медалью «За трудовое отличие». В 1948 году призван на срочную службу в Советскую армию, по окончании которой с 1952 года трудился токарем в паровозном депо станции Алма-Ата. С 1954 года — рабочий управления начальника работ № 221 (УНР — 221) строительного треста № 75. С 1955 года — плотник строительного управления № 212 «Казахтрансстрой» (с 1978 года — строительно-монтажный поезд № 625 (СМП — 625)). За выдающиеся трудовые достижения по итогам работы в годы Семилетки (1959—1965) награждён Орденом «Знак Почёта». С 1959 года член КПСС.
В течение Восьмой пятилетки (1966—1970) ежегодно перевыполнял годовой план на 120—130 %. Указом Президиума Верховного Совета СССР от 7 мая 1971 года удостоен звания Героя Социалистического Труда за «выдающиеся успехи, достигнутые в выполнений заданий пятилетнего плана по транспортному строительству» с вручением ордена Ленина и золотой медали «Серп и Молот» (№ 15497).
Избирался депутатом Октябрьского районного Совета народных депутатов Алма-Аты.
Проживал в Алма-Ате. Дата смерти не установлена.
Награды
- Герой Социалистического Труда
- Орден Ленина
- Орден «Знак Почёта» (28.07.1966)
- Медаль «За трудовое отличие» (1948)